# 蘭萱
蘭萱（1966年8月14日—），是出身臺灣臺南，祖籍四川省的廣播節目主持人及專欄作家等。

## 出版作品

### 著作
| 年份           | 書名                                   | 出版社               | ISBN               |
| 2006年11月初版 | 《是的，我单身》                       | 小知堂文化           | ISBN 9574505200    |
| 2019年1月26日  | 《重新愛上你: 我們這一代的幸福與焦慮》 | 早安財經文化有限公司 | ISBN 9789868319653 |

## 演出作品

### 電視劇
| 年份   | 播放平台      | 片名            | 導演           | 飾演 | 備註 |
| 2021年 | YouTube、公視 | 《國際橋牌社2》 | 林龍吟、林世章 | 蘭萱 | 客串 |

## 外部連結
- 蘭萱時間的Facebook專頁